# David Albahari
David Albahari (ur. 15 marca 1948 w Peciu, zm. 30 lipca 2023 w Belgradzie) – serbski pisarz żydowskiego pochodzenia. Ukończył studia filologiczne na Uniwersytecie Belgradzkim. W 1982 otrzymał nagrodę Ivo Andricia za książkę Opis smrti (Opis śmierci). W 2012 roku przyznano mu Nagrodę Vilenica.